# 21. Społeczne Liceum Ogólnokształcące im. Jerzego Grotowskiego w Warszawie
21 Społeczne Liceum Ogólnokształcące im. Jerzego Grotowskiego – liceum ogólnokształcące w Warszawie. Zostało założone w 1991 roku jako dzienne humanistyczne liceum ogólnokształcące dla młodzieży przez Stowarzyszenie Sztuka-Edukacja-Promocja, które jest jego organem prowadzącym. Szkoła po roku działalności uzyskała prawa szkoły publicznej.
Początkowo liceum nosiło urzędową nazwę nadaną przez kuratorium – Społeczne Liceum Ogólnokształcące nr 21, od 1998 – zmieniono na 21 Społeczne Liceum Ogólnokształcące, a w 2002 roku otrzymało imię Jerzego Grotowskiego.

## Założenia programowe
Twórcą szkoły, autorem programu i dyrektorem jest Włodzimierz Taboryski. 21 SLO wzorowane było na autorskim programie dr Danuty Nakonecznej z LX Liceum Ogólnokształcącego im. Wojciecha Górskiego, w którym wcześniej Włodzimierz Taboryski był dyrektorem i współtworzył Towarzystwo Szkół Twórczych. Program edukacyjny i wychowawczy oparty jest na przeświadczeniu, że motywację uczniów do pracy uzyskuje się przez podkreślanie ich sukcesów. Sukcesem jest każde osiągnięcie na miarę możliwości ucznia. Rok szkolny od 1991 do 2015 roku dzielony był na trymestry, lekcje były 55 minutowe, obowiązywała sześciostopniowa skala ocen, szkoły zimowe uczące jazdy na nartach i realizujące program z wybranych przedmiotów, liczne koła zainteresowań.
Program dydaktyczny, wychowawczy i organizacyjny wywodzi się też z teorii psychologicznych prof. Kazimierza Dąbrowskiego i Erika H. Eriksona. Szczególnie pomocne okazały się opracowania i konsultacje prof. Zbigniewa Kwiecińskiego oraz prof. Anny Brzezińskiej, a także doświadczenia Towarzystwa Uniwersytetów Ludowych (Uniwersytet Ludowy) Ignacego Solarza i Zofii Solarzowej, szkół oraz placówek pedagogiki alternatywnej.
Przy 21SLO w 1991 roku powstał Klub Promocja, który w 1996 usamodzielnił się jako samodzielna, niepubliczna placówka oświatowa Akademia Sztuki i Kultury. Obie instytucje ściśle współpracują przy realizacji projektów adresowanych do uczniów warszawskich szkół podstawowych, liceów, a także innych osób zainteresowanych edukacją humanistyczną.

## 21 SLO w latach 1991–1996 jako liceum menedżersko-artystyczne
W latach 1991–1996 21 SLO nazywano liceum menedżersko-artystycznym, gdyż jednym z celów programowych było uczenie młodzieży działalności na rynku sztuki. Wprowadzono przedsiębiorczość jako przedmiot obowiązkowy (w oświacie publicznej stało się tak w 2002 roku). W 1992 roku założono przy szkole Agencję Artystyczną Dziesięciu Muz (AA10M). Młodzież organizowała imprezy charytatywne, I Żoliborski Festiwal Kultury, aukcje dzieł sztuki, Bal burmistrza Żoliborza itp. W Kinie Wisła działały Kasy Biletowe Dziesięciu Muz, w których sprzedawano bilety do wszystkich warszawskich teatrów, a także na warszawskie imprezy kulturalno-rozrywkowe. Jednym z zadań była promocja przez uczniów i sprzedaż biletów na premierę sztuki Próba Doroty Stalińskiej. Dorota Stalińska przekazała szkole pieniądze zebrane przez uczniów.
W roku 1993 powstało w liceum pierwsze w Polsce miniprzedsiębiorstwo, czyli firma uczniowska produkująca i sprzedająca swoje wyroby. „Nora” prowadzona przez Eleonorę Niemen oraz Dorotę Tałajko produkowała biżuterię i plecaki z lnu, które pokazane zostały na międzynarodowym zjeździe mini przedsiębiorstw w Brukseli. Drugie miniprzedsiębiorstwo prowadzone przez Agatę Zacharzewską i Małgorzatę Kozieł przejęło szkolną Agencję Artystyczną Dziesięciu Muz. Organizowały aukcje dzieł sztuki, które prowadził m.in. Szymon Majewski. Dochód przeznaczany był na cele charytatywne. Wielu uczniów, a także absolwentów współpracowało i współpracuje z AA10M organizując imprezy artystyczne, integracyjne, charytatywne dla firm i instytucji.

## 21 SLO jako liceum humanistyczne
W porównaniu z większością liceów, tu cała szkoła ma profil humanistyczny. Rozszerzone programy z języka polskiego, historii i języków obcych, wzmacniają dodatkowe obowiązkowe przedmioty nauczane przez cały okres edukacji licealnej: historia sztuki, historia muzyki klasycznej, wiedza o teatrze i filmie, retoryka, filozofia oraz język łaciński. System klasowo lekcyjny rozbudowywany jest poprzez liczne sesje i projekty naukowe oraz programy społeczne.
Podręcznikiem do przedmiotów humanistycznych jest napisany przez tych nauczycieli „Słownik wiedzy o kulturze”, wydany w 2009 r. przez Wydawnictwo „Arkady”.
Ważnym elementem programu są wycieczki naukowe. Ich cechą szczególną jest to, że przewodnikami są sami uczniowie. Oprowadzają po zabytkach, w muzeach opisują dzieła sztuki, wygłaszają referaty z geografii, historii, przyrody zwiedzanych regionów. Mówią o wybitnych twórcach, dokonaniach z dziedziny teatru czy filmu. Za te prace otrzymują oceny z przedmiotów oraz z retoryki. Pierwszoklasiści zwiedzają któryś z regionów Polski (ok. 4 dni), drugo i trzecioklasiści – metropolie i regiony kulturalne Europy (ok. 8 dni) oraz Kraków (ok. 3 dni), Czwartoklasiści wyjeżdżają do któregoś z krajów sąsiedzkich (ok. 5 dni). Na tej zasadzie zwiedzana jest też Warszawa.

Do programu edukacji humanistycznej włączono także WF. Obowiązkowy dla pierwszoklasistów jest taniec (towarzyski, narodowy, nowoczesny), a drugą dyscypliną, którą uczeń wybiera wśród innych, może być teatr ruchu, joga, ping pong czy gry miejskie realizowane w Warszawie i na wycieczkach naukowych.

## Biblioteka naukowa
Istnieje od 1991 roku. Od początku miała specjalność właściwą dla liceum humanistycznego, a od 1996 służy także Akademii Sztuki i Kultury.
Zasoby liczą ponad 6 tysięcy woluminów (są białe kruki), kilkaset filmów, kilkaset płyt i kaset audio (głównie muzyka klasyczna). Pochodzą one z darów od osób prywatnych i instytucji oraz zakupów z budżetu szkoły. Są książki z zakresu literatury pięknej – polskiej i obcej, podręczniki, publikacje naukowe i popularnonaukowe, słowniki, encyklopedie, czasopisma, a także zbiór kaset i płyt z różnych dziedzin, a zwłaszcza z filmu, teatru, muzyki klasycznej i sztuk plastycznych. Szczególnie bogato jest reprezentowany dział historii sztuki, obejmujący wydawnictwa albumowe, opracowania naukowe i popularne, słowniki, monografie, katalogi wystaw itp.
W filmotece znajduje się kilkaset filmów (minutowe, dokumentalne, animowane, fabuły, sztuki wideo) zrealizowanych przez uczniów w ramach przedmiotu Wiedza o Teatrze i Filmie. Szkolną bibliotekę prowadzi od 2003 roku Katarzyna Witkowska. Wcześniej – Teresa Tkaczyk i Jakub Nowak.

## Siedziby
- 1991–1992 – pierwszą siedzibę stanowiły cztery pomieszczenia Dzielnicowego Domu Kultury „Na Goldoniego” przy ul. Goldoniego 1.
- 1992–1997 – szkoła mieściła się przy ul. Kochanowskiego 9a, w budynku osiedlowego przedszkola.
- od 1997 szkoła zajmuje część budynku przy al. Jana Pawła II 36c.

## Szkoła Odkrywców Talentów
W 2010 roku liceum zostało zaliczone przez MEN do grupy Szkoły Odkrywców Talentów.
Liceum opuściło 700 absolwentów. Blisko 60 aktywnych jest na rynku sztuki jako plastycy czy historycy sztuki. Z filmem, teatrem, estradą związanych jest blisko stu.